# Verwaltungsgemeinschaft Bischofswerda
Die Verwaltungsgemeinschaft Bischofswerda  ist eine Verwaltungsgemeinschaft im Freistaat Sachsen im Landkreis Bautzen. Sie liegt im Westen des Landkreises, zirka 19 km westlich der Stadt Bautzen und 32 km östlich der Landeshauptstadt Dresden. Im Norden führt die Bundesautobahn 4 durch das Gemeinschaftsgebiet. Sie ist über den Anschluss Burkau zu erreichen. Durch Bischofswerda verläuft die Bundesstraße 6.

## Die Gemeinden mit ihren Ortsteilen
- Bischofswerda mit den Ortsteilen Bischofswerda (Stadtgebiet, inklusive Pickau), Belmsdorf, Geißmannsdorf, Schönbrunn (mit Neu-Schönbrunn und Kynitzsch), Großdrebnitz (einschließlich Kleindrebnitz), Goldbach und Weickersdorf
- Rammenau mit den Ortsteilen Rammenau (Dorf), Röderbrunn und Schaudorf